# Gwonseon-gu
Gwonseon-gu est un arrondissement (gu) de la ville Suwon-si de la province Gyeonggi-do en Corée du Sud.